# 충적층

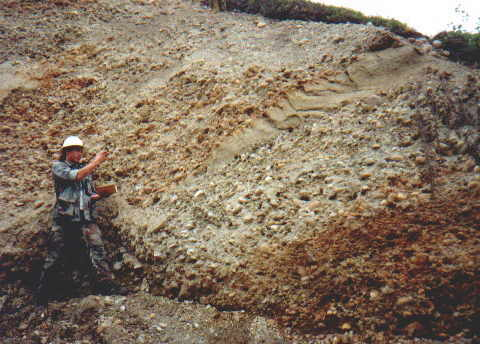

충적층(alluvium, 沖積層)은 하천에 의해 퇴적물이 쌓여서 생긴 굳지 않은 퇴적층으로, 주로 모래, 진흙, 점토, 자갈 등으로 구성되며 유기물질을 포함하기도 한다. 충적층의 깊이는 보통 상류보다는 하류에서 더 깊게 나타나며, 하천이 바다나 호수로 유입되는 경우와 같이 유속이 감소하는 지점에서도 깊어진다.

## 같이 보기
- 홍적층
- 퇴적층
- 명개